# O Saviñao
O Saviñao és un municipi del sud-oest de la província de Lugo, a Galícia. Pertany a la comarca de la Terra de Lemos i a la Ribeira Sacra.

## Geografia
El municipi es troba al sud de la província de Lugo, al marge esquerre del riu Miño, a uns 600 metres sobre el nivell del mar. Limita al nord amb els municipis de Paradela i Taboada, al sud amb Pantón, a l'est amb Monforte de Lemos i Bóveda, i a l'oest amb Taboada i Chantada.
La capital municipal i nucli més poblat és Escairón, amb uns 900 habitants. El segon nucli en població és Currelos, situat al nord del terme municipal.

## Economia
La seva economia és bàsicament agrícola, amb petites indústries làctees, vinícoles i de la construcció. La potenciació del turisme rural i cultural de la zona ha anat en augment en els últims anys. En l'aspecte comercial destaquen les fires que se celebren mensualment, els dies 8 i 19 a Escairón i el 26 a Currelos.

## Llocs d'interès
- Dòlmen d'Abuíme
- Castro de Vilacaiz
- Pazo de Vilelos
- Pazo de Arxeriz
- Pazo das Cortes

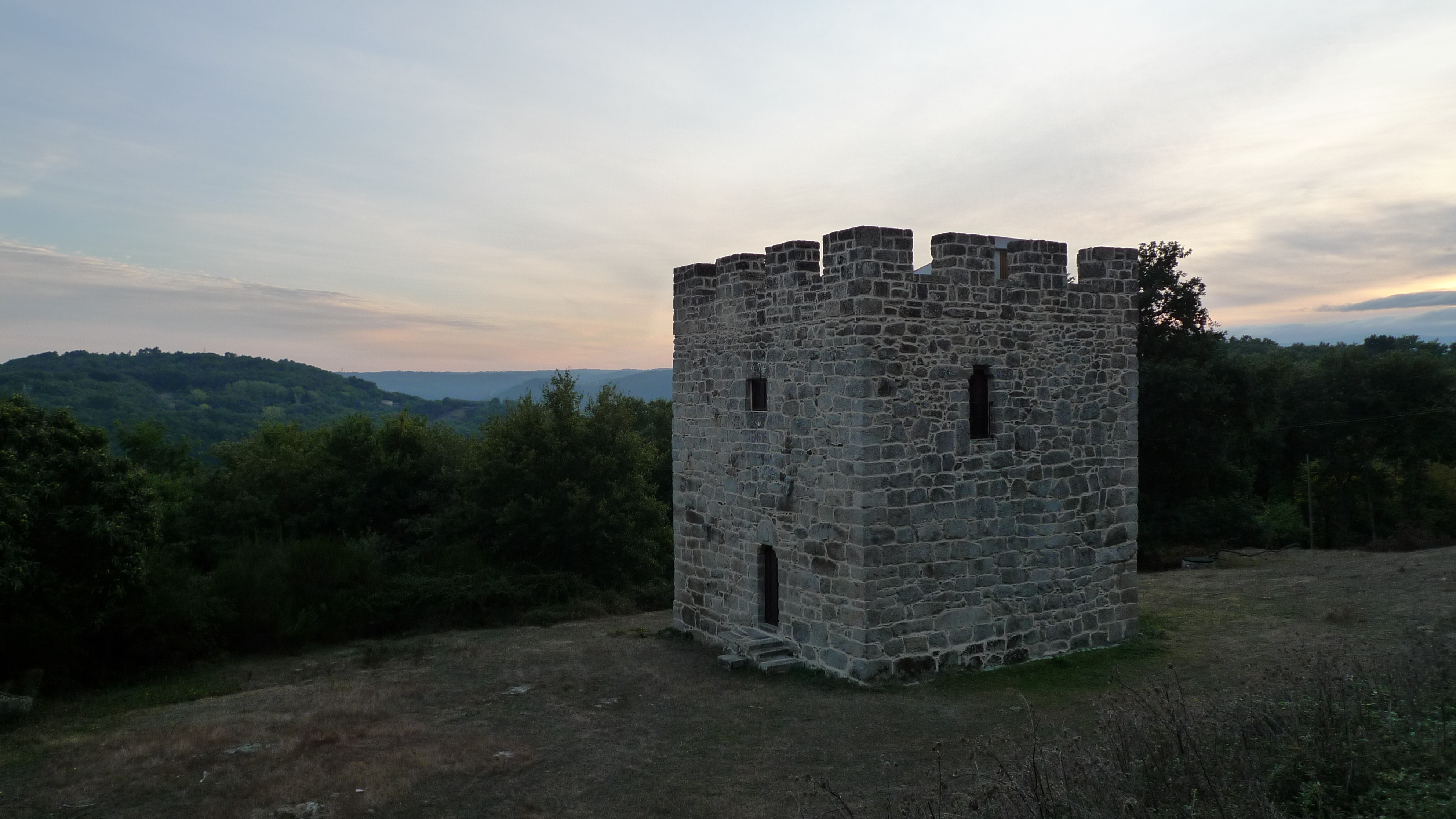
Torre d'A Candaira

- Església de Santo Estevo de Ribas de Miño
- Església de San Paio de Diomondi

## Parròquies
| - Abuíme (San Xoán) - A Broza (San Tomé) - Chave (San Sadurniño) - A Cova (San Martiño) - Diomondi (San Paio) - Eirexafeita (San Vicente) - Fión (San Lourenzo) - Freán (Santa Cecilia) - A Laxe (San Fiz) - Licín (Santalla) - Louredo (Santiago) - Marrube (Santa María) - Mourelos (San Xulián) - Ousende (Santa María) - Piñeiró (San Sadurniño) | - Rebordaos (Santalla) - Reiriz (Santa María) - Rosende (Santa Mariña) - San Vitorio de Ribas de Miño (San Vitorio) - Santo Estevo de Ribas de Miño (Santo Estevo) - Segán (Santa María) - Seteventos (Santa María) - Sobreda (San Xoán) - Vilacaíz (San Xulián) - Vilaesteva (San Salvador) - Vilasante (San Salvador) - Vilatán (San Xoán) - Vilelos (San Martiño) - Xuvencos (Santiago) |